# Ulica św. Barbary w Częstochowie
Ulica św. Barbary – ulica w Częstochowie zaczynająca się pod Jasną Górą na skrzyżowaniu z ul. 7 Kamienic, a kończąca się skrzyżowaniem z ul. św. Jadwigi. Na przeważającym odcinku posiada status drogi krajowej nr 43. Przedłużeniem ulicy w kierunku zachodnim jest ul. Główna.

## Galeria

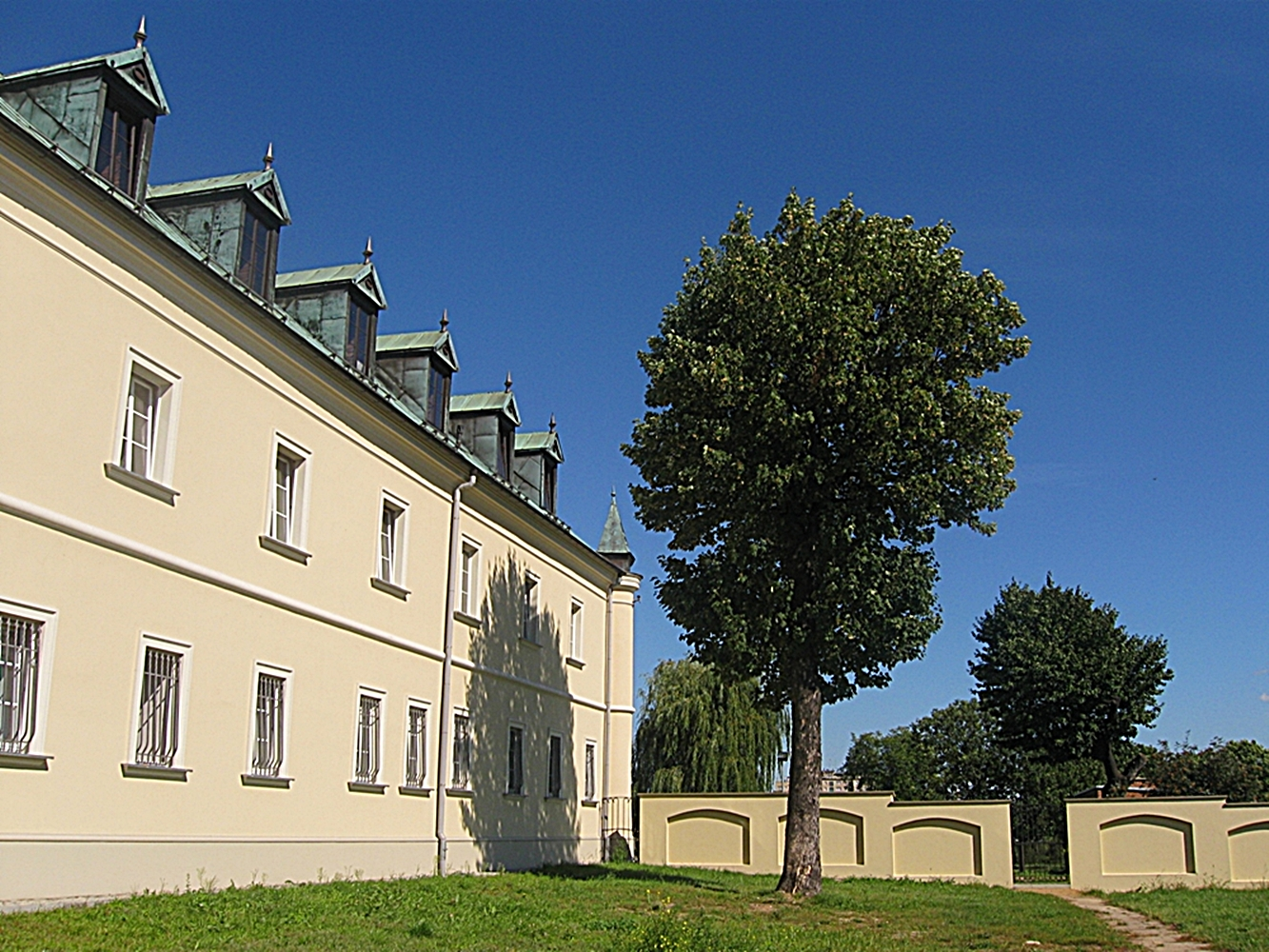
Plebania kościoła św. Barbary i Andrzeja
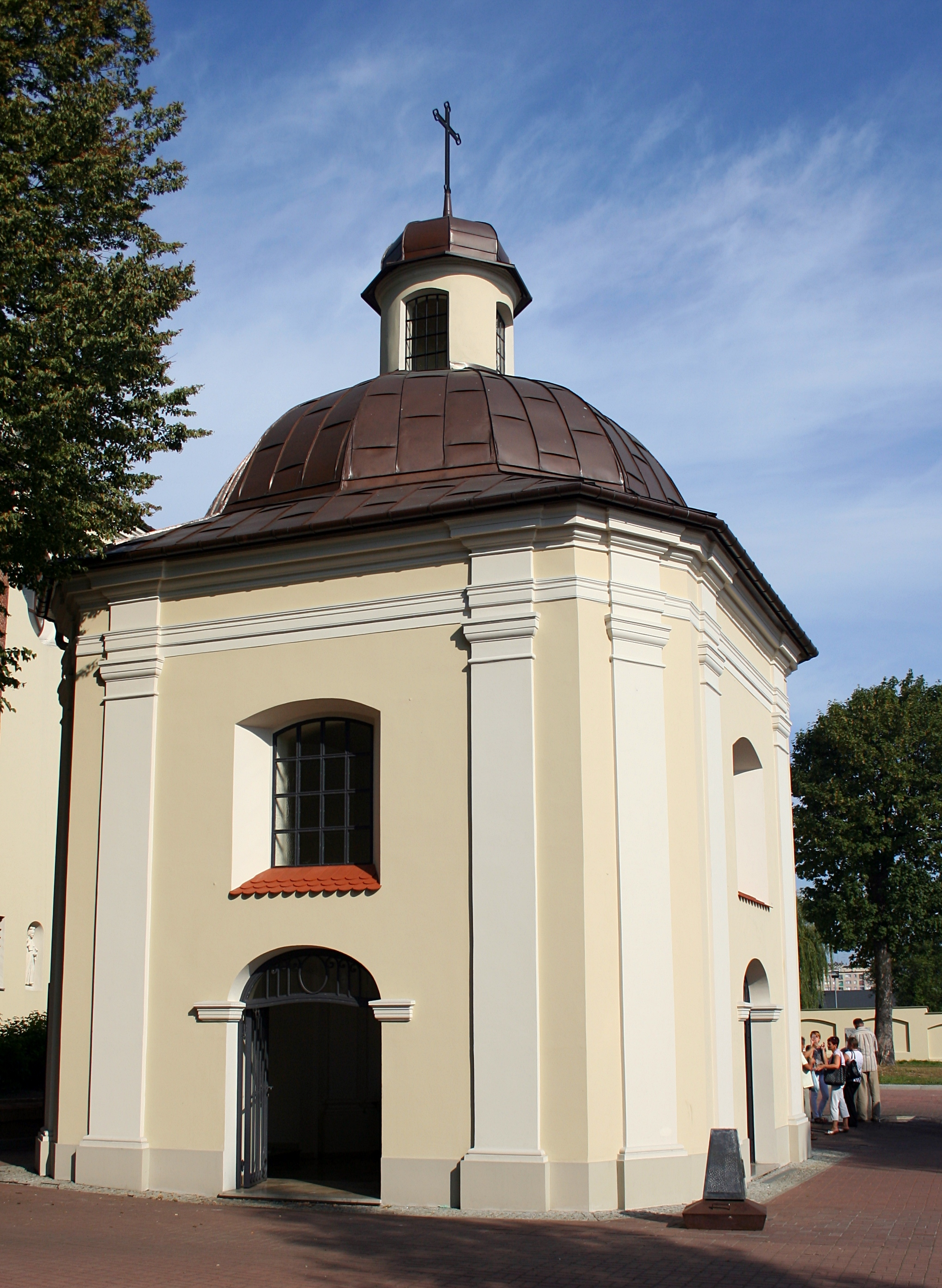
Kaplica ze źródłem przy kościele św. Barbary i Andrzeja
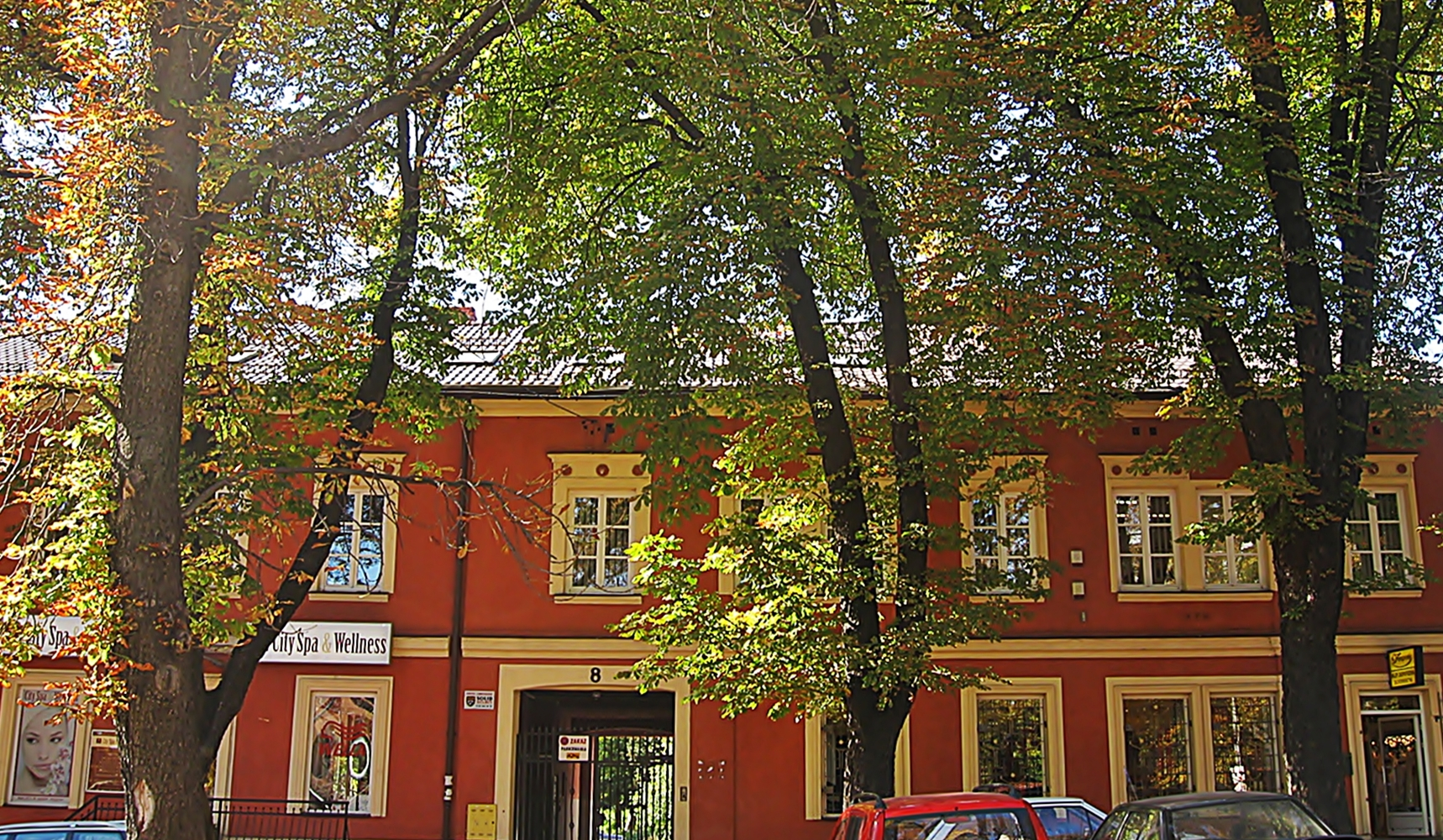
Zabytkowy budynek z nr 8
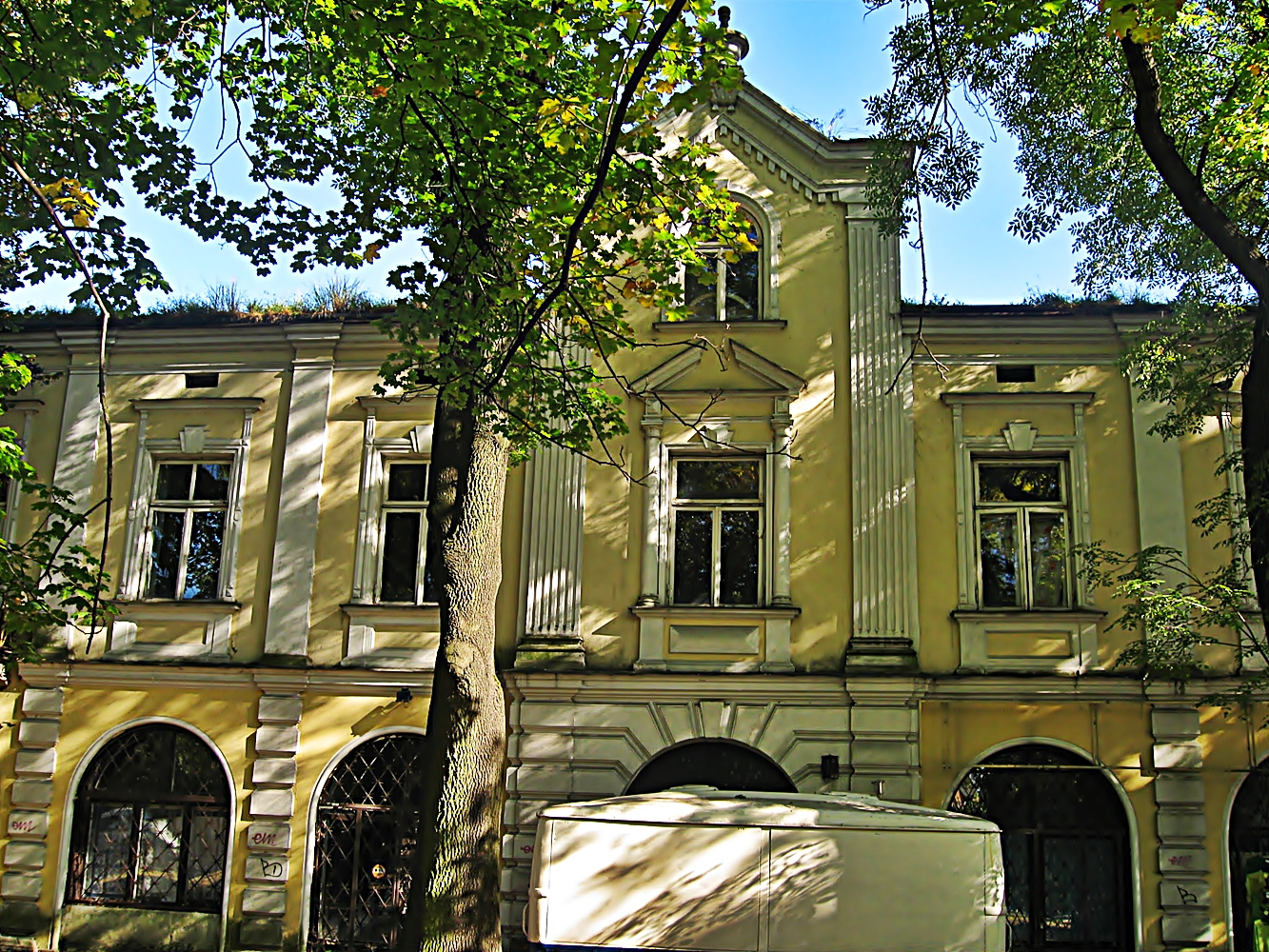
Zabytkowy budynek z nr 17
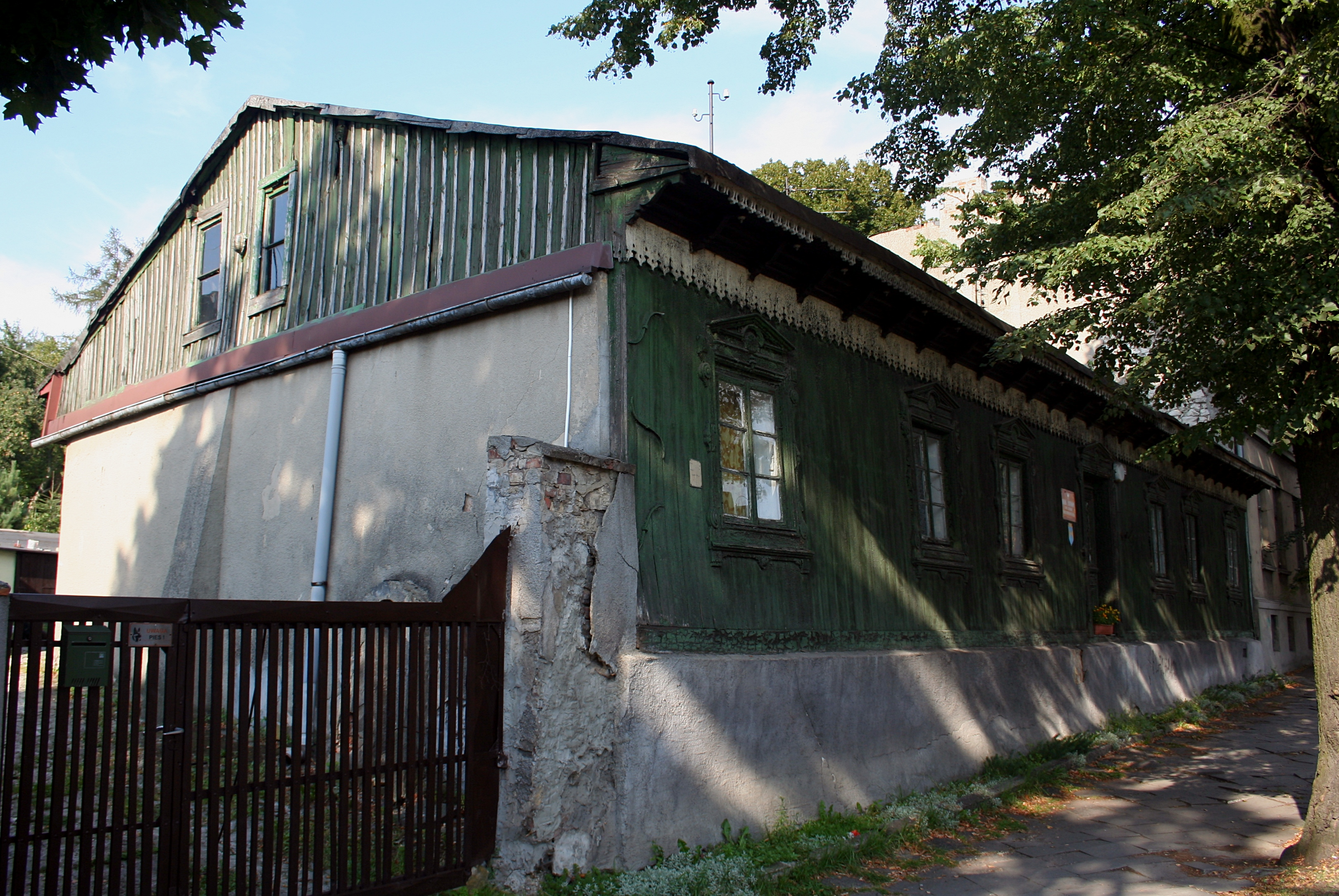
Zabytkowy budynek z nr 66